# Luigi Balzan
Luigi Balzan (Badia Polesine, 30 gennaio 1865 – Padova, 26 settembre 1893) è stato un esploratore, naturalista, aracnologo e geografo italiano.

## Biografia
Fin dalla giovane età Balzan rivela un crescente interesse per i vari aspetti della natura che lo circonda, in particolare per l'entomologia e le attività naturalistiche. Dopo il primo periodo di studi decide di frequentare l'università degli Studi di Padova dove nel 1885 consegue la laurea in scienze naturali e dove conosce Giovanni Canestrini. per la sua frequentazione del gabinetto di zoologia e anatomia comparata dell'ateneo padovano e dei quali era direttore nel periodo dei suoi studi.
Nel 1887 coglie l'occasione per approfondire la propria passione decidendo di partecipare a una spedizione scientifica diretta in America del Sud e che lo porta come prima tappa in Argentina. Rimasto inizialmente nella capitale Buenos Aires, dopo aver assunto l'incarico di riordinare il locale Museo di Storia Naturale si trasferisce in seguito a Plata, poi ad Asunción dopo aver acquisito la cattedra di scienze naturali nel Collegio Nazionale.
Concentrò i suoi studi aracnologici sull'ordine Pseudoscorpionida.
Fu tra i primi italiani ad attraversare interamente il Gran Chaco, ove svolse intensa attività zoologica.
Nel 1931 la città natale inaugurò una lapide in suo onore, opera di Angelo Viaro.

## Riconoscimenti
Una specie di serpente sudamericano, Atractus balzani, è nominata in suo onore.